# Бранислав Живановић
Бранислав Живановић (Нови Сад, 1984) српски је песник.

## Биографија
Основне и мастер студије завршио је на Одсеку за компаративну књижевност Филозофског факултета у Новом Саду. Пише поезију, есеј и књижевну критику.
Објавио је три књиге поезије: Погледало (2010) [„Бранкова награда“], Црно светло (2012) и Сидро (2017). Један је од уредника портала за књижевност, филозофију и друштвену теорију, Ризом. 
Добитник је прве награде за поезију на Међународном фестивалу поезије и кратке приче “Душко Трифуновић” 2008. године и треће награде на 41. фестивалу поезије младих у Врбасу 2009. године. Објављивао је у Летопису матице српске, “Златној греди” и “Трагу”. Пропагира идеју да се поезија говори, односно репује – репоезија (говорење поезије у реп маниру са инструменталном пратњом или без ње – слично слему, али не баш исто), што промовише кроз своја музичка издања и на бројним наступима широм Србије и простору бивше Југославије. Има четири студијска албума: “Хвала свима” (2003) са саставом White Niggaz Nature, чији је био члан, затим соло албуми “Испод пера...” (2008, S17 records) и “Угаси светло да се боље чујемо” (2010, S17 records), и са саставом Трећи човек албум “Анонимус” (2010, S17 records). У припреми му је пети, односно трећи соло албум. Учествовао је у бројним слем такмичењима у Новом Саду и слем такмичењима у оквиру Међународног новосадског књижевног фестивала.

## Критика о његовој поезији
У поезији Бранислава Живановића можемо препознати неосимболистичку поетику која се пресеца са формом савременог језика и комуникативношћу. Његова мисао и сликовност произилазе из овакве праксе. Певати за њега значи стварати језичке скулптуре, преплитати се са језиком у готово тактилном додиру, кретати се од израза према слици и појму и назад, постављајући језичке замке за неочекиване, ишчашене увиде. Живановић имагинира догме и доксе савременог света, реперкусије технолошког универзума и његове друштвене консеквенце. Присутна је рефлексија о положају стваралачког језика у модерном друштву, о питању песничке вокације, моћи и немоћи поезије. У Живановићевим песмама језик и свет се не поклапају, већ се прожимају, пролазе једно кроз друго као мрежа кроз воду, али овом мрежом он захвата увиде о егзистенцијалном искуству појединца, о самоћи, анксиозности и насиљу коме је човек изложен, као и статусу песништва у оваквом свету.

## Награде и признања
- Прва награда за поезију на Међународном фестивалу поезије и кратке приче „Душко Трифуновић”, 2008.
- Трећа награда на 41. фестивалу поезије младих у Врбасу, 2009.
- Бранкова награда, за књигу Погледало, 2010.[1]
- Награда „Новица Тадић”, за рукопис збирке Песма галиота, 2019.[4][1]

## Дела
- Погледало (2010)
- Црно светло (2012)
- Сидро (2017)
- Песма галиота (2019)
- Карго (2022)